# Tân Công Sính
Tân Công Sính là một xã thuộc huyện Tam Nông, tỉnh Đồng Tháp, Việt Nam.

## Địa lý
Xã Tân Công Sính nằm ở phía đông bắc huyện Tam Nông, có vị trí địa lý:
- Phía đông giáp xã Hoà Bình
- Phía tây giáp thị trấn Tràm Chim và xã Phú Đức
- Phía nam giáp xã Phú Cường
- Phía bắc giáp huyện Tân Hồng và xã Phú Hiệp.

## Lịch sử
Quyết định 13-HĐBT ngày 23 tháng 02 năm 1983 của Hội đồng Bộ trưởng, xã Tân Công Sính thuộc huyện Tam Nông.
Nghị định 100/1997/NĐ-CP ngày 23 tháng 09 năm 1997 của Chính phủ, thành lập xã Hoà Bình trên cơ sở 2.197,4 ha diện tích tự nhiên và 2.598 người của xã Tân Công Sính; 694,8 ha diện tích tự nhiên và 31 nhân dân của xã Phú Cường.
Xã Tân Công Sính có 7.331,69 ha diện tích tự nhiên và 3.475 người.